# لين لي (لاعبة جمباز فني)
لين لي هي لاعبة جمباز فني صينية، ولدت في 28 يناير 1986 في قويتشو في الصين.

## وصلات خارجية
- لين لي على موقع الاتحاد الدولي للجمباز (licence) (الإنجليزية)
- لين لي على موقع الاتحاد الدولي للجمباز (biography) (الإنجليزية)
- لين لي على موقع اللجنة الأولمبية الدولية (الإنجليزية)
- لين لي على موقع أوليمبيديا (الإنجليزية)
- لين لي على موقع اللجنة الأولمبية الصينية (الإنجليزية)